# كورين ألفين
كورين ألفين (بالإنجليزية: Corinne Alphen)‏ هي عارضة وممثلة أمريكية، ولدت في 27 سبتمبر 1954 في الولايات المتحدة.

## وصلات خارجية
- كورين ألفين على موقع IMDb (الإنجليزية)
- كورين ألفين على موقع أول موفي (الإنجليزية)
- كورين ألفين على موقع قاعدة بيانات الفيلم (الإنجليزية)